# Kilo Ali
Kilo Ali, de son vrai nom Andrell D. Rogers, né le 1er mai 1973 à Atlanta en Géorgie, est un rappeur américain. Kilo Ali est un artiste important des scènes bass music et Miami bass. Il est mieux connu pour ses singles Show Me Love, Baby Baby et Love In Ya Mouth. Il est actuellement managé par LazerBeam Megatainment.

## Biographie
Rogers est originaire d'Atlanta en Géorgie. Il publie son premier album, Organized Bass, le 29 juillet 1997 qui fait participer des artistes comme George Clinton, Cee-Lo de Goodie Mob, JT Money, et Big Boi du groupe OutKast. L'album atteint la 173e place du Billboard 200 et est très bien accueilli par la presse spécialisée. Le magazine Complex classe ses titres Love In Ya Mouth (1997) et America Has a Problem Cocaine à la 37e et 8e places respectivement, de son classement des 50 meilleures chansons d'Atlanta.
En 2005, Kilo est accusé d'avoir brûlé son domicile. En octobre 2005, il est déclaré à 15 ans de prison, mais libéré en janvier 2011. Il publie son premier album depuis, en février 2011, Hieroglyphics, modérément accueilli. En 2015, il participe au 808 Festival aux côtés notamment de Ployd, Mighty High Coup, Eddie Gold, Statik Link, J Pardon, Big Lo, et Working Class Music.

## Discographie
- 1992 : America Has a Problem
- 1992 : A-Town Rush
- 1993 : Bluntly Speaking
- 1993 : Git Wit Da Program
- 1994 : The Best and The Bass
- 1995 : Get This Party Started
- 1997 : Organized Bass
- 2011 : Hieroglyphics